# São João da Ponte
São João da Ponte – miasto i gmina w Brazylii, w stanie Minas Gerais.